# Jade Bird
Jade Elizabeth Bird (Reino Unido, 1 de outubro de 1997) é uma cantora e compositora britânica.